# Massimo Gramellini
Massino Gramellini (Turijn, 2 oktober 1960) is een Italiaans romanschrijver, essayist en journalist, momenteel werkzaam bij Corriere della Sera.

## Biografie
Hij werd geboren in 1960 in Turijn. Zijn familie kwam uit de regio Romagna. Op 9-jarige leeftijd pleegde zijn moeder zelfmoord. Ze was ernstig ziek en depressief. Zijn vader vertelde Massimo dat zijn moeder gestorven was aan een acute hartaanval. Pas jaren later in de jaren 1990 ontdekte hij de ware doodsoorzaak van zijn moeder aan de hand van een krantenartikel uit 1969. Deze episode in zijn leven was bepalend voor zijn toekomst.
Gramellini schreef boeken en artikelen over de Italiaanse samenleving en politiek. Samen met Carlo Fruttero schreef hij een historische almanak over 150 jaar Italië. Ook schreef hij twee verhalen over zijn favoriete voetbalclub Torino FC. In 2010 publiceerde hij zijn eerste novelle getiteld L'ultima riga delle favole (De Laatste Regel Van Het Sprookje), waarvan in Italië meer dan 250.000 exemplaren werden verkocht. Ook werd het boek in meerdere talen vertaald. In 2012 verscheen zijn tweede boek Fai bei sogni (Ik wens je mooie dromen). Dit was het best verkochte boek van 2012; er werden meer dan een miljoen exemplaren van verkocht.
Van oktober 2016 tot mei 2017 presenteerde hij het praatprogramma Le parole della settimana (Het verhaal van de week) op televisiezender Rai 3. Na 28 jaar werkzaam geweest te zijn voor de krant La Stampa, stapte hij in 2017 over naar Corriere della Sera.
Hij werd meerdere malen, met name door Sinti, beschuldigd van racisme en populisme in zijn columns Il Buongiorno en Il Caffé.

## Werken
- 1994 colpo grosso, met Pino Corrias en Curzio Maltese, Milaan, Baldini & Castoldi, 1994
- Compagni d'Italia, Milaan, Sperling & Kupfer, 1997
- Buongiorno. Il meglio o comunque il meno peggio, Turijn, La Stampa, 2002
- Buongiorno Piemonte, foto's van Livio Bourbon Livio Bourbon, Priuli & Verlucca, 2005
- Buongiorno Montagne Olimpiche, foto's van Livio Bourbon, Scarmagno, Priuli & Verlucca, 2006
- Buongiorno Liguria, foto's van Livio Bourbon, Scarmagno, Priuli & Verlucca, 2007
- Granata da legare, Ivrea, Priuli & Verlucca, 2006
- Ci salveranno gli ingenui, Milaan, Longanesi, 2007
- Toro. I migliori derby della nostra vita, Scarmagno, Priuli & Verlucca, 2007
- Cuori allo specchio, Milaan, Longanesi, 2008
- Buongiorno. Dieci anni, Turijn, La Stampa, 2009
- L'ultima riga delle favole, Milaan, Longanesi, 2010
- La patria, bene o male, met Carlo Fruttero, Milaan, Arnoldo Mondadori Editore, 2010
- Fai bei sogni, Milaan, Longanesi, 2012[5]
- La magia di un buongiorno, Milaan, Longanesi, 2014
- Avrò cura di te, met Chiara Gamberale, Milaan, Longanesi, 2014